# Парментье, Луи-Жозеф-Гилен
Парментье, Луи-Жозеф-Гислен (фр. Louis-Joseph-Ghislain Parmentier 1782—1847) — бельгийский селекционер и владелец частного питомника роз.
Луи-Жозеф-Гислен Парментье более 30 лет занимался селекцией роз. После его смерти многие сорта были размножены и выпущены в продажу. Созданный каталог насчитывал 855 сортов. Помимо роз в коллекции было не менее чем 23 видов и сортов пионов, в том числе Paeonia arborea var. papaveracea (Andrews) C.K. Schneid.
Его брат Joseph-Julien-Ghislain Parmentier — был мэром города Ангьен.

## Сорта
В настоящее время из созданных Луи-Жозефом-Гисленом Парментье сортов роз популярны следующие:
- 'Belle Doria' — гибрид розы Галлика, зоны морозостойкости: 4b—8b.
- 'Belle Isis' — гибрид розы Галлика, зоны морозостойкости: 4b—8b.
- 'Cardinal de Richelieu' — гибрид розы Китайской, зоны морозостойкости: 4b—8b.
- 'Chapelain d’Arenberg' — гибрид розы Галлика, зоны морозостойкости: 4b—8b.
- 'Désirée Parmentier' — центифольная роза, зоны морозостойкости: 4b—8b.
- 'Dumortier' — гибрид розы Галлика, зоны морозостойкости: 4b—8b.
- 'Emilie Verachter' — гибрид розы Галлика, зоны морозостойкости: 4b—8b.
- 'Félicité Parmentier' — роза Альба, зоны морозостойкости: 4b—9b.
- 'Hector' — гибрид розы Галлика, зоны морозостойкости: 4b—8b.
- 'Hippolyte' — гибрид розы Галлика, зоны морозостойкости: 4b—8b.
- 'Belle Isis' — гибрид розы Галлика, зоны морозостойкости: 4b—8b.
- 'Moïse' — гибрид розы Галлика, зоны морозостойкости: 6b—8b.
- 'Narcisse de Salvandy' — гибрид розы Галлика, зоны морозостойкости: 4b—8b.
- 'Prince Frédérick' — гибрид розы Галлика, зоны морозостойкости: 6b—8b.
- 'Rose de Schelfhout' — гибрид розы Галлика, зоны морозостойкости: 6b—8b.
- 'Tricolore de Flandre' — гибрид розы Галлика, зоны морозостойкости: 4b—8b.
- 'Van Artevelde' — гибрид розы Галлика, зоны морозостойкости: 4b—8b.
- 'Van Huyssum' — гибрид розы Галлика, зоны морозостойкости: 6b—8b.
- 'Victor Parmentier' — гибрид розы Галлика, зоны морозостойкости: 4b—8b.